# Bôhyô Dai
Bôhyô Dai är en kulle i Antarktis. Den ligger i Östantarktis. Norge gör anspråk på området. Toppen på Bôhyô Dai är 130 meter över havet.
Terrängen runt Bôhyô Dai är kuperad åt sydost, men åt nordväst är den platt. Havet är nära Bôhyô Dai åt nordväst. Trakten är obefolkad. Det finns inga samhällen i närheten.